# Casone (Marcallo con Casone)
Casone (Casón in dialetto milanese) è l'attuale nome con cui è noto oggi l'antico abitato di Menedrago (Minadràgh in dialetto milanese), nel comune di Marcallo con Casone in provincia di Milano, cui contribuisce a dare il nome. L'abitato è posto a nordest del centro abitato, verso Ossona, ed è diviso dal borgo principale dall'autostrada Torino-Milano.

## Geografia fisica

### Territorio
Casone è caratterizzata da un ambiente prevalentemente pianeggiante, tipico della Pianura padana, quasi privo di fontanili e corsi d'acqua naturali ma ricco di coltivazioni che occupano la maggior parte del territorio della località.
Legnano e Busto Arsizio sono i centri di maggior rilievo più vicini, che distano una decina di chilometri anche se per importanza e disponibilità di servizi il centro più vicino può essere considerato Magenta.

### Geologia ed idrografia
Il terreno è geologicamente composto da terreni alluvionati terrazzati e da depositi eolici oltre che da travertini, la cui formazione è da ricondurre al Pleistocene (2,58 milioni - 11.700 anni fa).
A livello idrografico, nell'area di Casone è presente quella che è stata definita l'"Oasi di Menedrago" sorta nel perimetro della vecchia cascina, uno specchio d'acqua artificiale formatosi dall'escavazione dell'area a seguito dei lavori per la realizzazione della TAV che hanno intaccato le falde acquifere sotterranee della zona. Il piccolo lago che è andato formandosi, rappresenta ad oggi una delle realtà più importanti per la fauna locale ed ha attirato la presenza di pesci e di molti animali legati all'acqua come aironi e germani.

### Sismologia
Dal punto di vista sismico Casone presenta un rischio molto basso ed è stata classificata come il comune zona 4 (bassa sismicità) dalla protezione civile nazionale.

## Storia
Menedrago, il cui toponimo Celtico "ago" indica proprietà terriere, era un antico comune del Milanese (secolo XVI-1859), comprendeva le località di Menedrago, Casone, Barco, Asmonte (oggi comune di Ossona) e Cascina Nuova. 
I Certosini della Certosa di Garegnano, nel trecento, possedevano beni in Menedrago (CdG p 245/246) e cioè: 32 corpi, una casa ad uso osteria, l'opificio di abitazione dei fittabili, 4 corpi e 113 pertiche..La scelta di porre la sede del comune di quest'agglomerato rurale presso Menedrago fu dovuto al fatto che questa località ospitava una grande cascina costruita con tutta probabilità già nel Cinquecento ed è stata una poderosa struttura che gli spagnoli, meno moderni nella costituzione di un apparato statale, furono però solidi costruttori di infrastrutture e stabili convertendoli all'uso civile e militare. All’interno della cascina erano presenti stalle, fienili, granai, pozzi, forni, portici, magazzini e abitazioni dei contadini, il tutto raccolto in un’unica struttura dove al suo centro era posizionato il cortile od aia attorno a cui trovarono posto i vari edifici agricoli. Ospitava 24 famiglie di coloni, circa centocinquanta persone, era dotata di un pozzo profondo; dal cortile interno, passando dal portale d'ingresso, si diramavano due strade poderali, che attraversavano i campi e collegavano la cascina agli abitati limitrofi di Barco, Marcallo ed alle strade vicinali e provinciali. Il complesso venne successivamente abbattuta nel secondo dopoguerra, quando ormai era stata perlopiù abbandonata dagli abitanti. Molti fondi di Menedrago appartenuti al marchese Galeazzo Maria Visconti, alla sua morte nel 1685 andarono in lascito all'Ospedale Maggiore di Milano.
La chiesa vecchia di Menedrago, probabilmente dedicata a Santa Margherita, usufruiva di un beneficio dedicato ai Santi Giuseppe e Nicodemo. Secondo l'estimo del 1751, Menedrago contava all'epoca 432 anime. Alla proclamazione del Regno d'Italia nel 1805 risultava avere 444 abitanti. Nel 1809 fu soppresso con regio decreto di Napoleone ed annesso per la prima volta a Marcallo. Il comune di Menedrago fu quindi ripristinato con il ritorno degli austriaci e spostato in Provincia di Pavia. 
Il 29 agosto 1802 la famiglia Taccioli acquistò dall'Ospedale Maggiore, a saldo di un credito per la somministrazione del pane, ben 2500 pertiche di terra in zona asciutta dei comuni di Marcallo, Ossona, Furato, Arluno e la possessione di Asmonte con Menadrago, per un costo di 225.000 lire, di cui 30.000 in contanti e le rimanenti 195.000 a saldate mediante somministrazione del pane, fatte e da farsi. Sempre i Taccioli fecero ulteriori spese per costruire ed ammodernare opifici ed abitazioni: Tra il 1815 ed il 1821 costruirono delle case per massari e pigionanti ad Asmonte per una spesa di 72.000 lire, nel 1819 riattivarono la filanda di Asmonte con una spesa di 12.000 lire.. Per potenziare l'industria serica nel 1824 la ditta di banco e seta “F.lli Taccioli” costruì ad Asmonte una filanda a vapore con 100 fornelli per un investimento di 35.000 Lire a cui se ne devono aggiungere altre 47.000 per la ristrutturazione dell'edificio che la doveva ospitare..
I Litta Modignani diedero in affitto la filanda di Asmonte dal 1882 per la somma di Lire 6.000 alla ditta Francesco Sormani. Sembra, dal contenzioso nato, che gli stessi proprietari non si preoccupassero eccessivamente degli stabilimenti industriali che davano in affitto e che la nobile famiglia fosse restia ad accollarsi le spese di riparazione..
Ai tempi dell'unità d'Italia il comune aveva superato la quota di 700 abitanti; furono i piemontesi in quest'epoca storica a ribattezzare il borgo col nome di Casone con cui, fino ad allora, era nota delle cascine più popolose del territorio. Il regio decreto del 9 giugno 1870 riprese quello di 61 anni prima e stabilì la definitiva unione con Marcallo. Una ultima variazione territoriale avvenne nel 1924 quando, per volontà del governo fascista, la zona di Asmonte fu spostata sotto giurisdizione del Comune di Ossona.

## Monumenti e luoghi d'interesse

### Architetture religiose

#### Chiesa parrocchiale dei Santi Carlo e Giuseppe

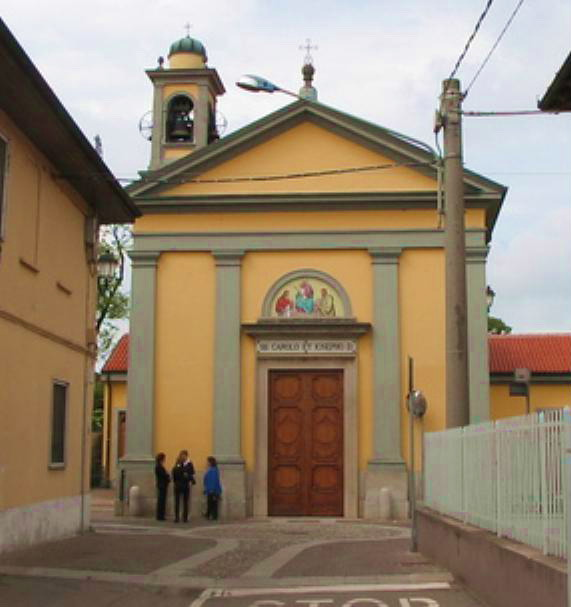
Chiesa Parrocchiale dei Santi Carlo e Giuseppe

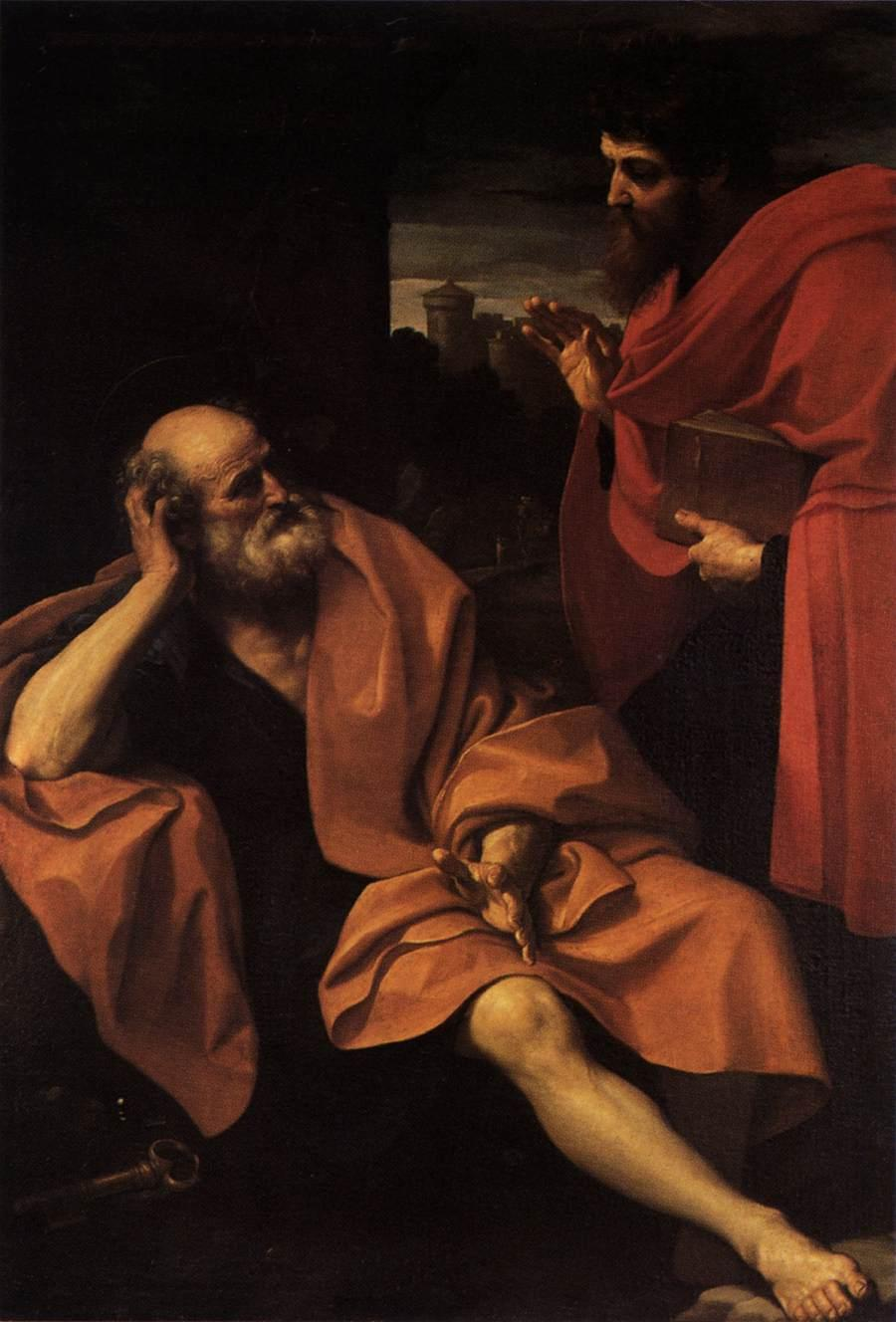
I Santi Pietro e Paolo, copia di anonimo tratta dall'originale di Guido Reni conservata nella chiesa parrocchiale di Casone

La chiesa parrocchiale di Casone è dedicata ai santi Carlo e Giuseppe e venne eretta nel XVIII secolo. La chiesa sorse alle sue origini su una serie di proprietà della contessa Ceriani Maineri per meglio venire incontro alle esigenze della popolazione locale, desiderosa di un adeguato luogo di culto ove assistere alla messa domenicale. Successivamente la chiesetta venne donata dai nobili Maineri al parroco don Carlo Fossati il quale la fece restaurare ed arredare con l'aiuto di maestranze volontarie del luogo. Lo stesso vale per il terreno su cui si costruì la casa parrocchiale adiacente alla chiesa, l'oratorio e un grande salone con palco, su cui si davano rappresentazioni teatrali.
Al suo interno la chiesa conserva due opere d'arte di rilievo: un quadro raffigurante i santi Pietro e Paolo (copia di ignoto di un quadro del noto pittore Guido Reni), ed un altro raffigurante una "Vergine col Bambino" (che costituisce la pala dell'altare), attribuita al Guercino. La facciata esterna, di forme semplici, presenta quattro lesene che spezzano il movimento della struttura, il tutto sormontato da un timpano. Sopra il portale d'accesso alla chiesa si trova una lunetta decorata aggiunta nel XX secolo con la raffigurazione della Beata Vergine col Bambino e i santi Carlo e Giuseppe con l'inscrizione della dedicazione. Nel corso dell'Ottocento venne aggiunto anche il piccolo campanile ancora oggi visibile, contraddistinto da un tetto "a cupola" e da un concerto di cinque campane in Lab3 fuse dalla ditta f.lli Barigozzi di Milano.

#### Chiesa dell'Immacolata Concezione
Chiesa privata, risale alla fine del Seicento dedicata alla Vergine Maria, sita sul territorio di Casone in Via San Carlo, 16 (spesso citata come la chiesetta di San Carlo), è tenuta in attività dalla famiglia Maltagliati e sorge nella riserva di caccia di un nobile che ne promosse e sostenne la costruzione. L'androne ci introduce nella piccola platea di una ventina di metri quadri, illuminata da 4 finestre con pregevoli vetrate dove trovano posto dieci panche e l'altare in marmo con ai lati le statue di San Giuseppe da una parte e l’Immacolata dall’altra. La pala d'altarei è un dipinto raffigurante la Vergine Maria e San Carlo Borromeo con Santa Barbara datato 1669; il soffitto è in legno e la pavimentazione originale, in mattoni.
Per i Casonesi è meglio nota, nella parlata locale, come la "Gisiöra"  la "Chiesetta".

## Società

### Evoluzione demografica
"Abitanti censiti"

MENEDRAGO estimati durante il Regno Lombardo Veneto
| nome                                                          | carica   | dal  | al   | partito | anno e luogo di nascita | anno e luogo di morte | note |
| ------------------------------------------------------------- | -------- | ---- | ---- | ------- | ----------------------- | --------------------- | ---- |
| 1) Taccioli Enrico 2) Custodi Luigi 3) Albasini Innocente     | estimati | 1852 | 1854 |         |                         |                       |      |
| 1) Prinetti Ing Giuseppe 2) Custodi Luigi 3) Taccioli Gaetano | estimati | 1855 | 1859 |         |                         |                       |      |

### Sindaci durante il Regno d'Italia
| nome               | carica            | dal  | al   | partito | anno e luogo di nascita | anno e luogo di morte | note |
| ------------------ | ----------------- | ---- | ---- | ------- | ----------------------- | --------------------- | ---- |
| Giuseppe Paltenghi | Sindaco Menedrago | 1859 | 1860 |         |                         |                       |      |
| Giuseppe Paltenghi | Sindaco Casone    | 1860 | 1870 |         |                         |                       |      |